# Melknat Wudu
Melknat Wudu (3 gennaio 2005) è una mezzofondista etiope.

## Biografia
Tra il 2021 ed il 2022 ha conquistato complessivamente due medaglie d'argento ed una medaglia di bronzo ai Mondiali Under-20; sempre nel 2022 ha inoltre conquistato un quarto posto nei 5000 m ai campionati africani ed ha stabilito il record africano under 18 nei 10 km, percorrendo tale distanza alla Great Ethiopian Run di Addis Abeba in un tempo di 31'45". Il 12 settembre 2021 aveva invece stabilito il record africano under 20 (e contestualmente anche il record africano under 18) sui 5 km su strada, ad Herzogenaurach, con il tempo di 14'54": entrambi i primati in oggetto sono tuttavia stati abbassati a 14'53" dalla sua connazionale Medina Eisa il successivo 30 aprile 2022 (peraltro nell'edizione successiva della medesima gara).

## Palmarès
| Anno | Manifestazione     | Sede         | Evento         | Risultato | Prestazione | Note                          |
| ---- | ------------------ | ------------ | -------------- | --------- | ----------- | ----------------------------- |
| 2021 | Mondiali juniores  | Nairobi      | 3000 m piani   | Bronzo    | 9'00"12     | Miglior prestazione personale |
| 2021 | Mondiali juniores  | Nairobi      | 5000 m piani   | Argento   | 16'13"16    |                               |
| 2022 | Africani           | Saint-Pierre | 5000 m piani   | 4ª        | 15'08"65    | Miglior prestazione personale |
| 2022 | Mondiali juniores  | Cali         | 5000 m piani   | Argento   | 15'29"71    |                               |
| 2023 | Mondiali di cross  | Bathurst     | Corsa juniores | 11º       | 21'57"      |                               |
| 2023 | Mondiali di cross  | Bathurst     | A squadre      | Oro       | 15 p.       |                               |
| 2024 | Giochi panafricani | Accra        | 5000 m piani   | Bronzo    | 15'07"04    |                               |

## Campionati nazionali
2019
- 7ª ai campionati etiopi, 5000 m piani - 16'09"8
- Oro ai campionati etiopi under-18, 3000 m piani - 9'24"1

2021
- Bronzo ai campionati etiopi, 5000 m piani - 15'28"4

2022
- Bronzo ai campionati etiopi, 5000 m piani - 15'46"7
- Oro ai campionati etiopi under-20, 5000 m piani - 16'02"6

## Altre competizioni internazionali
2022
- 10ª in Doha Diamond League ( Doha), 3000 m piani - 8'45"76
- Bronzo alla Great Ethiopian Run ( Addis Abeba) - 31'45"
- Argento al Northern Ireland International Cross Country ( Belfast) - 21'07"

2023
- 7ª ai London Anniversary Games ( Londra), 5000 m piani - 14'39"36
- 7ª al Bauhaus-Galan ( Stoccolma), 5000 m piani - 14'47"48
- 7ª alla Xiamen Diamond League ( Xiamen), 3000 m piani - 8'36"81

2024
- 7ª al Memorial Van Damme ( Bruxelles), 5000 m piani - 14'36"65
- 6ª all'Herculis ( Monaco), 5000 m piani - 14'43"48
- 4ª al Doha Diamond League ( Doha), 5000 m piani - 14'44"17

2025
- Oro al Cross Internacional Juan Muguerza ( Elgoibar) - 26'31"